# Agnosine
Agnosine (Gnùsen in dialetto bresciano) è un comune italiano di 1 640 abitanti della provincia di Brescia in Lombardia. Il comune appartiene alla Comunità Montana della Valle Sabbia.

## Geografia fisica

### Territorio

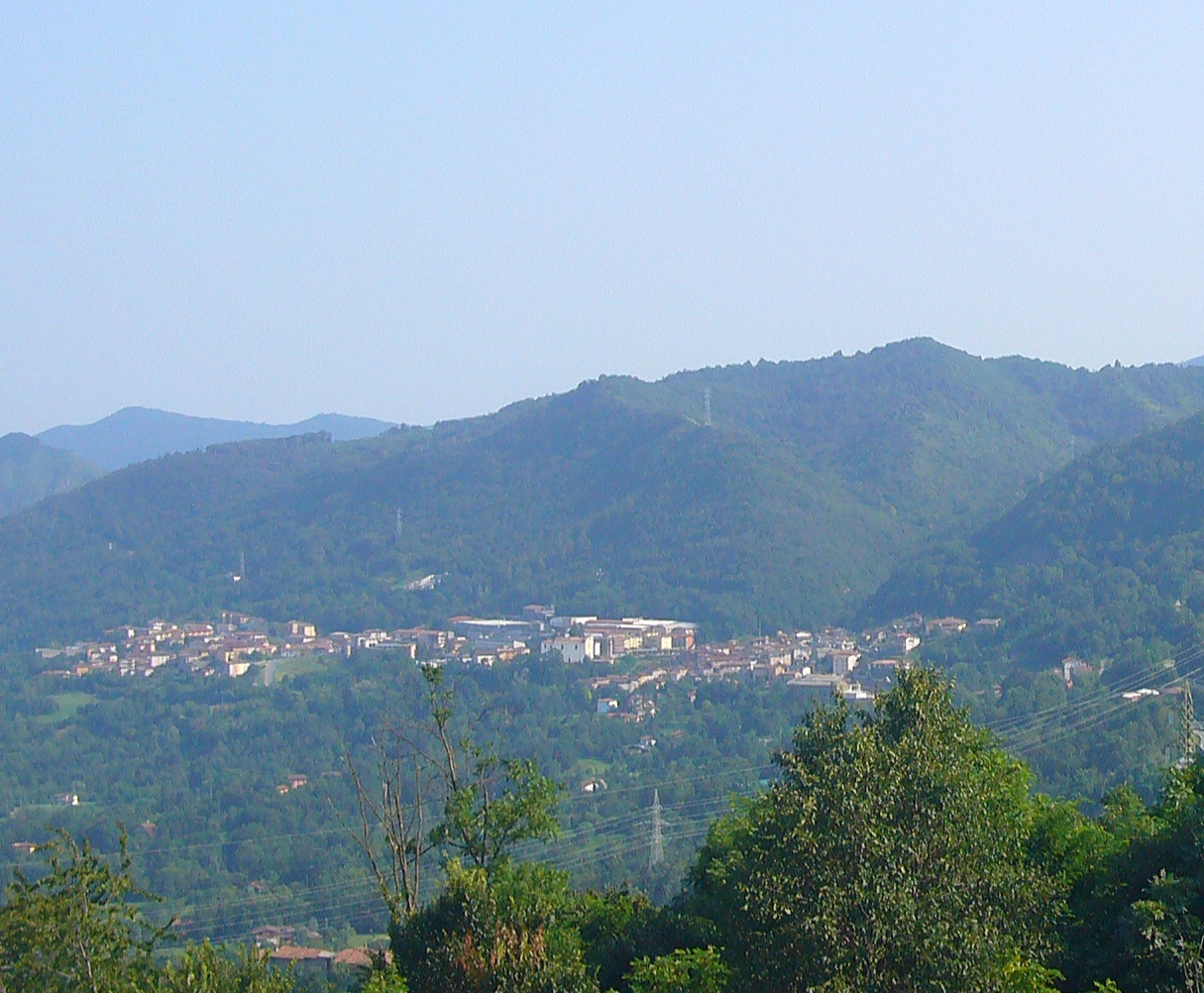
Agnosine vista da Bione

Il territorio del comune di Agnosine è situato nella zona centro-occidentale della Val Sabbia, nella cosiddetta "Conca d'Oro", dove scorre il fiume Vrenda. Il territorio è prevalentemente montuoso ed è compreso tra i 320 metri ed i 1000 metri sul livello del mare.

### Sismologia
Secondo la Classificazione sismica il comune appartiene alla zona 2 (zona con pericolosità sismica media dove possono verificarsi terremoti abbastanza forti).

### Clima
Il clima a Agnosine è caldo e temperato, con piovosità significativa durante tutto l'anno.
La temperatura media annuale è di 12,2 °C, essendo luglio il mese con temperature più alte (25,8 °C) e gennaio il mese con temperature più basse (-0,6 °C).
La piovosità media annuale è di 1386 mm. In particolare le piogge sono più scarse nel mese di gennaio (59 mm) e più abbondanti nel mese di giugno (145 mm).
| [ 5 ]               | Mesi | Mesi | Mesi | Mesi | Mesi | Mesi | Mesi | Mesi | Mesi | Mesi | Mesi | Mesi | Stagioni | Stagioni | Stagioni | Stagioni | Anno  |
| [ 5 ]               | Gen  | Feb  | Mar  | Apr  | Mag  | Giu  | Lug  | Ago  | Set  | Ott  | Nov  | Dic  | Inv      | Pri      | Est      | Aut      | Anno  |
| ------------------- | ---- | ---- | ---- | ---- | ---- | ---- | ---- | ---- | ---- | ---- | ---- | ---- | -------- | -------- | -------- | -------- | ----- |
| T. max. media (°C)  | 5,9  | 7,3  | 11,7 | 15,4 | 19,5 | 23,8 | 25,8 | 25,5 | 20,9 | 16,1 | 10,7 | 6,7  | 6,6      | 15,5     | 25,0     | 15,9     | 15,8  |
| T. min. media (°C)  | −0,6 | −0,4 | 2,0  | 5,6  | 10,0 | 14,8 | 17,8 | 18,1 | 14,8 | 10,5 | 5,7  | 1,3  | 0,1      | 5,9      | 16,9     | 10,3     | 8,3   |
| Precipitazioni (mm) | 59   | 66   | 83   | 128  | 144  | 145  | 134  | 129  | 135  | 141  | 144  | 78   | 203      | 355      | 408      | 420      | 1 386 |

Agnosine appartiene alla zona climatica E.

## Origini del nome
L'etimologia del nome non è chiara ed appare solo verso il XI secolo, derivando probabilmente dal termine dialettale "Gnusen". Secondo altri il nome potrebbe derivare dal latino agnus (che significa agnello) poiché nella zona erano solite pascolare mandrie e armenti.
Per altri commentatori il nome deriva piuttosto dalla voce longobarda agno che significa ontano.

## Storia
Nel 1388 Agnosine entra a far parte dei territori dei Visconti di Milano (1337-1426) passando poi alla Quadra di Valle Sabbia. Nell'anno 1440 il doge di Venezia Foscari cede in feudo il territorio di Agnosine insieme a quelli di Odolo, Preseglie ed Abbione (Bione) a Galvano da Nozza, il quale si era battuto a favore della Serenissima Repubblica "mostrando valore tra le militari fatiche" ed aveva perso suo figlio Aldreghino in battaglia.

### Simboli
Lo stemma è privo di un decreto ufficiale di concessione. L'agnello (in latino agnus) è probabilmente un'arma parlante a ricordare visivamente il nome del borgo.
Il gonfalone è un drappo di azzurro.

## Monumenti e luoghi d'interesse

### Architetture religiose

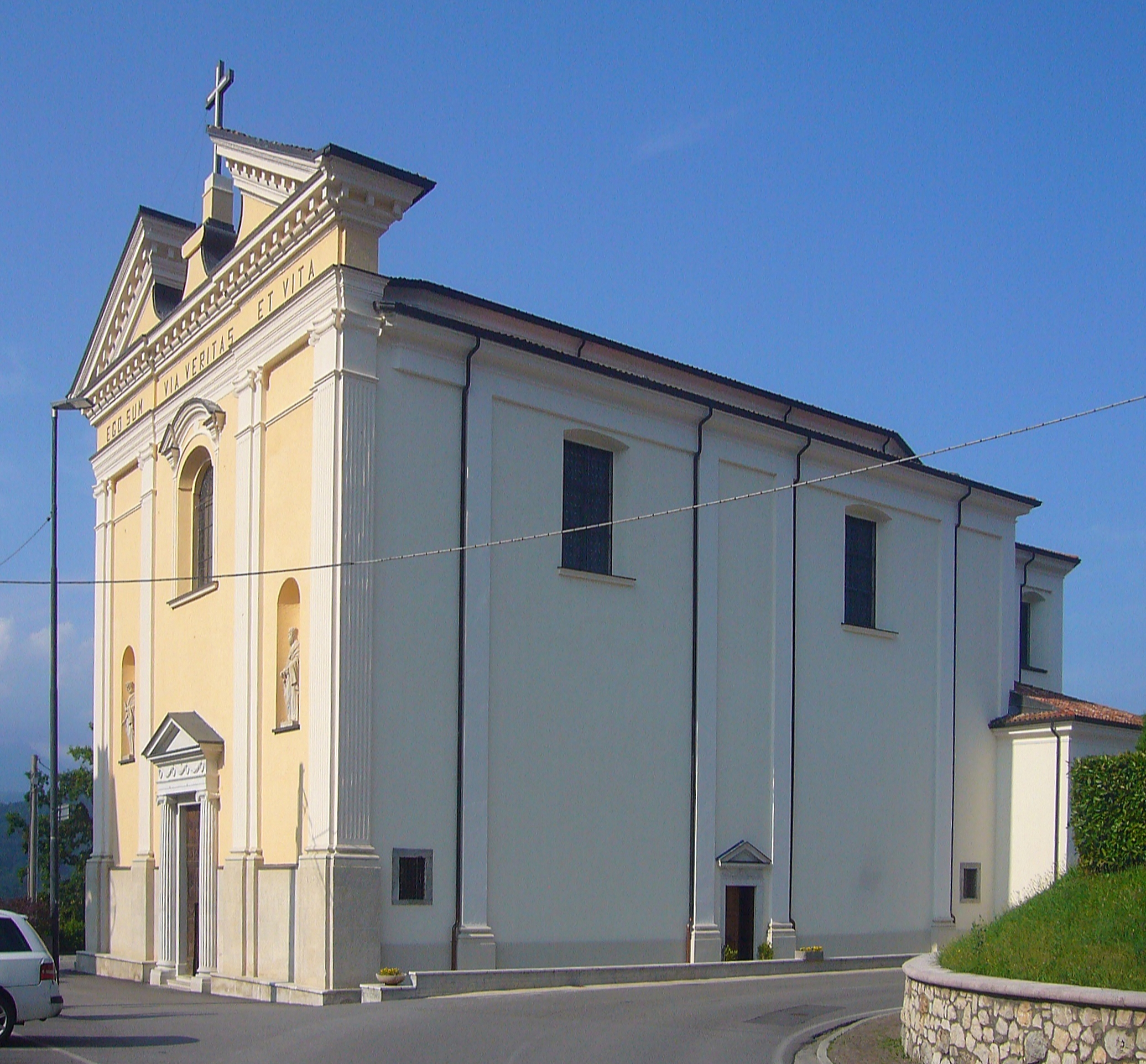
La chiesa dei Santi Ippolito e Cassiano

- Chiesa dei Santi Ippolito e Cassiano, parrocchiale del capoluogo comunale, fu costruita nel 1771
- Chiesa di Santa Maria Annunciata, parrocchiale della frazione Binzago
- Chiesa di Santa Maria Assunta in località Trebbio
- Chiesa di Ognissanti in località Renzano

### Aree naturali e Percorsi naturalistici

#### Il percorso del Fontanino
Si tratta di un percorso che mira alla valorizzazione e rivalutazione di una parte del paese che un tempo era una meta abituale degli abitanti del luogo.

La zona prende il nome de il Fontanino (in dialetto "Funtanì") ed è facilmente raggiungibile da una strada costeggiante il rio Bondaglio.

Sia il percorso che la zona stessa risultano estremamente suggestivi, affascinanti e caratteristici. L'importanza dell'area risiede, come fa intendere il nome, nella disponibilità di una preziosa risorsa, l'acqua, che dagli abitanti di Agnosine, così come dagli abitanti dei paesi vicini, era vista come un vero e proprio "tesoro".

Dalla località "Funtanì" è poi possibile portarsi in un bosco di faggi lungo una stradina che passa per la Santella Mora. In questo luogo, in base ad antiche credenze, era possibile recarsi per richiedere grazie ed intercessioni ai santi ed alla Vergine Maria.

## Società

### Evoluzione demografica
Abitanti censiti

## Amministrazione
Di seguito l'elenco dei sindaci eletti direttamente dai cittadini (dal 1995):
| Periodo           | Periodo           | Primo cittadino    | Partito                       | Carica      | Note                 |
| ----------------- | ----------------- | ------------------ | ----------------------------- | ----------- | -------------------- |
| 24 aprile 1995    | 14 giugno 2004    | Claudio Gaudiosi   | lista civica                  | Sindaco     | [ 12 ]               |
| 14 giugno 2004    | 27 settembre 2007 | Santino Campagnoli | lista civica                  | Sindaco     | [ 12 ]               |
| 27 settembre 2007 | 15 aprile 2008    | Anna Aida Bruzzese |                               | Commissario | [ 13 ]               |
| 15 aprile 2008    | 15 maggio 2023    | Giorgio Bontempi   | Lega Nord / Fratelli d'Italia | Sindaco     | [ 14 ] [ 15 ] [ 16 ] |
| 15 maggio 2023    | in carica         | Paolo Siliqua      | lista civica                  | Sindaco     | [ 12 ]               |